# Sayyora Rashidova
Sayyora Sharofovna Rashidova (* 2. August 1943 in Jizzax) ist eine usbekische Chemikerin und Politikerin.
Sie war von 1995 bis 2016 Menschenrechtsbeauftragte (Ombudsfrau) des Oliy Majlis, des Parlaments der Republik Usbekistan.

## Leben
Nach Abschluss der Mittelschule Nr. 43 in Taschkent im Jahr 1960 wurde sie an die Fakultät für Chemie der Moskauer Staatlichen Universität aufgenommen. Nach dem Studium arbeitete sie als Praktikantin und Forscherin am Institut für Petrochemische Synthese „A. V. Topchiev“ der Russische Akademie der Wissenschaften #Akademie der Wissenschaften der UdSSR. Sie absolvierte ein Vollzeit-Postgraduiertenstudium am Institut für Chemie der Akademie der Wissenschaften der Usbekischen SSR und begann nach der Verteidigung ihrer Dissertation im Jahr 1971 als jüngere wissenschaftliche Mitarbeiterin am Institut für Chemie zu arbeiten. Ab 1979 war sie Leiterin der Abteilung für Polymerchemie und ab 1981 Direktorin des Instituts für Chemie und Physik der Polymere der Akademie der Wissenschaften der Usbekischen SSR.
S. Sh. Rashidova ist Mitglied der Akademie der Wissenschaften der Republik Usbekistan, Professorin und hat über 20 Doktoranden und Kandidaten betreut. Sie ist Verfasserin von etwa 300 wissenschaftlichen Veröffentlichungen, darunter einer Reihe von Monografien, und hat 20 Urheberrechtszertifikate inne.
Sie engagiert sich aktiv im öffentlichen Leben der Republik und ist Präsidentin des Verbandes der Wissenschaftlerinnen „Olima“. Sie wurde als Abgeordnete des Oliy Majlis der Republik Usbekistan in der ersten (1995–1999) und zweiten (2000–2004) Amtszeit gewählt.
Auf der Sitzung des Oliy Majlis in der ersten Amtszeit im Dezember 1995 wurde sie zur Beauftragten für Menschenrechte (Ombudsperson) gewählt. Sie bekleidete diese Position für vier Amtszeiten von jeweils fünf Jahren.
S. Sh. Rashidova nimmt aktiv an vielen internationalen Menschenrechtsforen teil. Sie hat über 100 Veröffentlichungen im Bereich der Menschenrechte verfasst und ist Autorin und verantwortliche Redakteurin mehrerer Sammlungen wie „Ombudspersonen in der Welt“, „Der Ombudsperson in Usbekistan“, „Monitoring der Menschenrechte“, „Schutz der Menschenrechte in Usbekistan“. Sie ist Mitglied des Redaktionsausschusses mehrerer Zeitschriften, darunter „Demokratisierung und Menschenrechte“, „Öffentliche Meinung. Menschenrechte“ und andere.

## Auszeichnungen
- Verdienter Wissenschaftler der Republik Usbekistan[6]
- Orden "Дустлик"[7]
- Орден"Эл-юрт хурмати"[8]